# Theo van Dijke
Mattheus Karel (Theo) van Dijke (Jaarsveld, 25 november 1923 - Ede, 3 juni 1987) was een Nederlands burgemeester.
Hij was de zoon van Kees van Dijke, schoolhoofd in Lopik en Kaatje Krijger, dochter van wethouder Mattheus Karel Krijger uit Poortvliet. Uit dit huwelijk werden twee kinderen geboren: Pieter van Dijke (later commissaris van de Koningin in Utrecht) en Theo. Kaatje overleed in 1925 toen de bus waar zij in zat te water raakte. Vader Van Dijke trouwde opnieuw in 1929 met Teuntje Breure. Uit dit huwelijk werden nog twee kinderen geboren: een zoon Leo en een dochter Co.
Van Dijke werd in 1941 ambtenaar op het gemeentesecretariaat in Lopik. Tijdens de Tweede Wereldoorlog was hij actief bij de Landelijke Knokploegen. Na een mislukte overval op een distributiekantoor vluchtte hij naar Steenbergen waar hij zich in 1944 aansloot bij de Stoottroepen Brabant. Deze groep werd ingezet bij Moerdijk en in Zeeland. Ook werd hij enige tijd bij een Poolse legergroep ingedeeld.
Na de oorlog ging hij als ambtenaar werken in Delft, waar hij met name belast was met cultuur en voorlichting. Hij was hier medeoprichter van de Nationale Taptoe. Van 1961 tot 1973 was hij burgemeester van Axel. Daarna van 1973 tot 1979 burgemeester van de Zuid-Hollandse stad Maassluis. Van 1979 tot aan zijn dood in 1987 was hij burgemeester van de Gelderse gemeente Ede. Hij was lid van de ARP, later het CDA.

## Waardering
Van Dijke was Officier in de Orde van Oranje-Nassau. In 1982 kreeg hij door prins Bernhard het Verzetsherdenkingskruis uitgereikt, voor getoonde dapperheid tijdens de Tweede Wereldoorlog. Van Dijke kreeg het kruis tegelijk met zijn broer Pieter van Dijke en diens echtgenote die samen met hem in de Trouwgroep zaten en de distributie en verspreiding van het illegale blad Trouw verzorgden. Ook werd hij onderscheiden door de Poolse regering in ballingschap. In Ede is het Burgemeester Van Dijkeplein naar hem vernoemd.